# Zhangwan
För andra betydelser, se Zhangwan (olika betydelser).
Zhangwan är ett stadsdistrikt och säte för stadsfullmäktige i Shiyan i Hubei-provinsen i centrala Kina.
1. ↑  http://www.geohive.com/cntry/cn-42.aspx